# You Can’t Stop Me
You Can’t Stop Me (рус. Вы меня не остановите) — четвёртый студийный альбом дэткор-группы Suicide Silence, вышедший 15 июля 2014 года на лейбле Nuclear Blast. You Can’t Stop Me — первый альбом, записанный при участии нового вокалиста Эдди Эрмида и первый альбом, в котором не участвует Митч Лакер, погибший в 2012 году.
В апреле 2014 было объявлено название альбома и композиции, в написании которой принимал участие Митч Лакер до того, как погиб. Музыкальное видео на песню вышло 1 июля 2014.

## Синглы
6 мая 2014 года вышел сингл «Cease to Exist». Также было выпущено лирик-видео на официальном канале YouTube.
2 июля вышел видеоклип на песню «You Can’t Stop Me».
Второй сингл под названием «Don’t Die» вышел 12 июля 2014 года.

## Список композиций
Все тексты написаны Эдди Эрмидой, кроме «You Can't Stop Me» и «Ending Is the Beginning», написанных Митчем Лакером, вся музыка написана Suicide Silence.
| №   | Название                                                                                 | Длительность |
| --- | ---------------------------------------------------------------------------------------- | ------------ |
| 1.  | «M.A.L.»                                                                                 | 0:47         |
| 2.  | «Inherit the Crown»                                                                      | 3:28         |
| 3.  | «Cease to Exist»                                                                         | 3:42         |
| 4.  | «Sacred Words»                                                                           | 4:20         |
| 5.  | «Control» (при уч. Джорджа Фишера из Cannibal Corpse)                                    | 2:53         |
| 6.  | «Warrior»                                                                                | 2:59         |
| 7.  | «You Can’t Stop Me»                                                                      | 4:07         |
| 8.  | «Monster Within» (при уч. Грега Пучиато из The Dillinger Escape Plan)                    | 3:37         |
| 9.  | «We Have All Had Enough»                                                                 | 3:36         |
| 10. | «Ending Is the Beginning»                                                                | 2:38         |
| 11. | «Don’t Die»                                                                              | 3:45         |
| 12. | «Ouroboros» (Содержит скрытый трек «Dogma: I Am God» на лимитированных изданиях альбома) | 4:04         |

| №   | Название                                     | Длительность |
| --- | -------------------------------------------- | ------------ |
| 13. | «Blue Haze»                                  | 3:30         |
| 14. | «Last Breath» (Кавер-версия песни Hatebreed) | 1:34         |

## Участники записи
Suicide Silence
- Эдди Эрмида — вокал
- Марк Хэйлмун — соло-гитара
- Крис Гарса — ритм-гитара
- Дэн Кенни — бас-гитара
- Алекс Лопес — ударные

Приглашённые музыканты
- Джордж Фишер — вокал в пятой песне
- Грег Пучиато — вокал в восьмой песне
- Стив Эветс — запись альбома